# Shanghai Disneyland Park
Koordinaten: 31° 8′ 38″ N, 121° 39′ 25″ O
Der Shanghai Disneyland Park (chinesisch 上海迪士尼乐园, Pinyin Shànghǎi Díshìní Lèyuán) ist ein Freizeit- und Themenpark in Pudong (Shanghai) in der Volksrepublik China, der Teil des Shanghai Disney Resort ist. Der Park wird von Disney Parks, Experiences and Products und der Shanghai Shendi Group über ein Joint Venture zwischen The Walt Disney Company und Shendi betrieben. Shendi hält dabei 57 % der Anteile und Disney hält die restlichen 43 %. Die Bauarbeiten begannen am 8. April 2011. Der Park wurde am 16. Juni 2016 eröffnet. Der Park erstreckt sich über eine Fläche von 3,9 Quadratkilometern und kostete über 5 Milliarden US-Dollar. 2018 wurde er von über 11 Millionen Menschen besucht, womit er zu den am meistern besuchten Freizeitparks der Welt gehört.
Auf das Versprechen des Unternehmens, dass das Shanghai Resort authentisch Disney und eindeutig chinesisch sein würde, wurden chinesische Architekten, Designer und Forscherteams beauftragt, Wege zu finden, um chinesische kulturelle Elemente einzubeziehen. Viele übliche Disney Park-Funktionen wurden neu gestaltet oder fehlen im Shanghai Disneyland Park, um den Vorlieben der chinesischen Besucher gerecht zu werden.

## Geschichte
Die Walt Disney Company gab am 5. November 2009 den Bau eines neuen Freizeitparks in Shanghai für das Jahr 2015 bekannt. Am 7. April 2011 erfolgte im Shanghai Disneyland Resort der Spatenstich. Die Bauarbeiten begannen am 8. April 2011 und zielten auf eine Frühjahrseröffnung 2016 ab. Zusätzlich zu den Sehenswürdigkeiten und zwei Hotels wurde ein Hochgeschwindigkeitsbahnsystem gebaut, um Besucher zum und vom Standort zu bringen. Am 7. Mai 2016 hatte der Shanghai Disneyland Park teilweise mit der Eröffnung begonnen. Die ursprünglichen Baukosten stiegen durch Verzögerungen von ursprünglich geplanten 3,6 Milliarden US-Dollar auf 5,5 Milliarden an.
In der Nacht zum 15. Juni 2016 strahlte Disney die Live-Übertragung der Eröffnungsshow auf sozialen Medien und den Disney-Fernsehsendern aus. Der damalige Vorsitzender und Geschäftsführer der Walt Disney Company Bob Iger begleitete zusammen mit fast 3.000 eingeladenen Gästen und Prominenten die Eröffnungsshow.
Als Reaktion auf die COVID-19-Pandemie wurde der Park ab dem 25. Januar vorübergehend geschlossen. Er eröffnete am 11. Mai 2020 unter Hygiene- und Sicherheitsvorschriften wieder.

## Themenbereiche

Shanghai Disneyland Park Logo

Der Park besteht aus acht fertiggestellten oder sich im Bau befindlichen Themenbereichen:
- Mickey Avenue
- Gardens of Imagination
- Fantasyland
- Treasure Cove
- Adventure Isle
- Tomorrowland
- Toy Story Land
- City of Zootopia

## Achterbahnen
| Name                      | Chinesisch       | Typ                                | Hersteller | Eröffnungsjahr | Quelle |
| ------------------------- | ---------------- | ---------------------------------- | ---------- | -------------- | ------ |
| Rex's Racer               | 抱抱龙冲天赛车   | Shuttle Coaster, Launched Coaster  | Intamin    | 2018           | [ 7 ]  |
| Seven Dwarfs Mine Train   | 七个小矮人矿山车 | Minenachterbahn, Dark Ride         | Vekoma     | 2016           | [ 8 ]  |
| TRON Lightcycle Power Run | 创极速光轮       | Dunkelachterbahn, Launched Coaster | Vekoma     | 2016           | [ 9 ]  |
| noch unbekannt            | N/A              | N/A                                | N/A        | 2027 (im Bau)  | [ 10 ] |

## Galerie

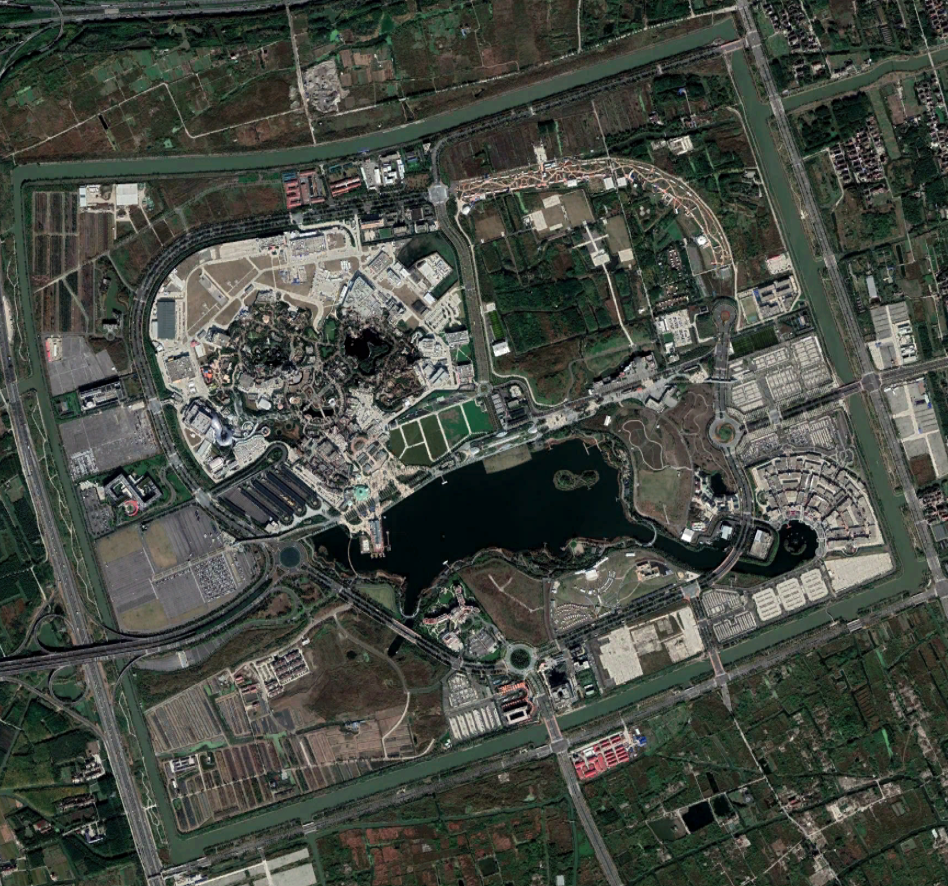
Satellitenbild des Komplex
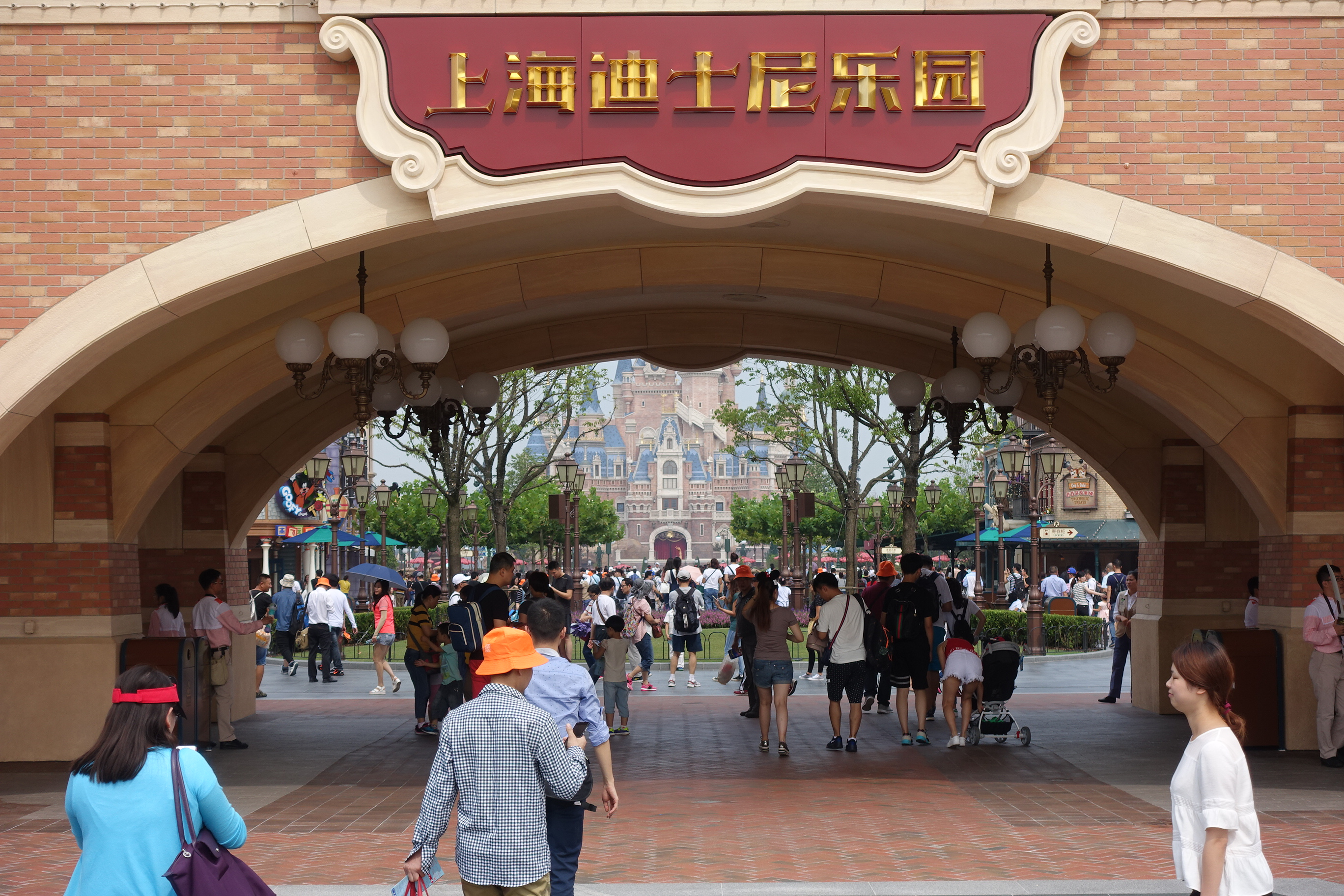
Eingang Mickey Avenue
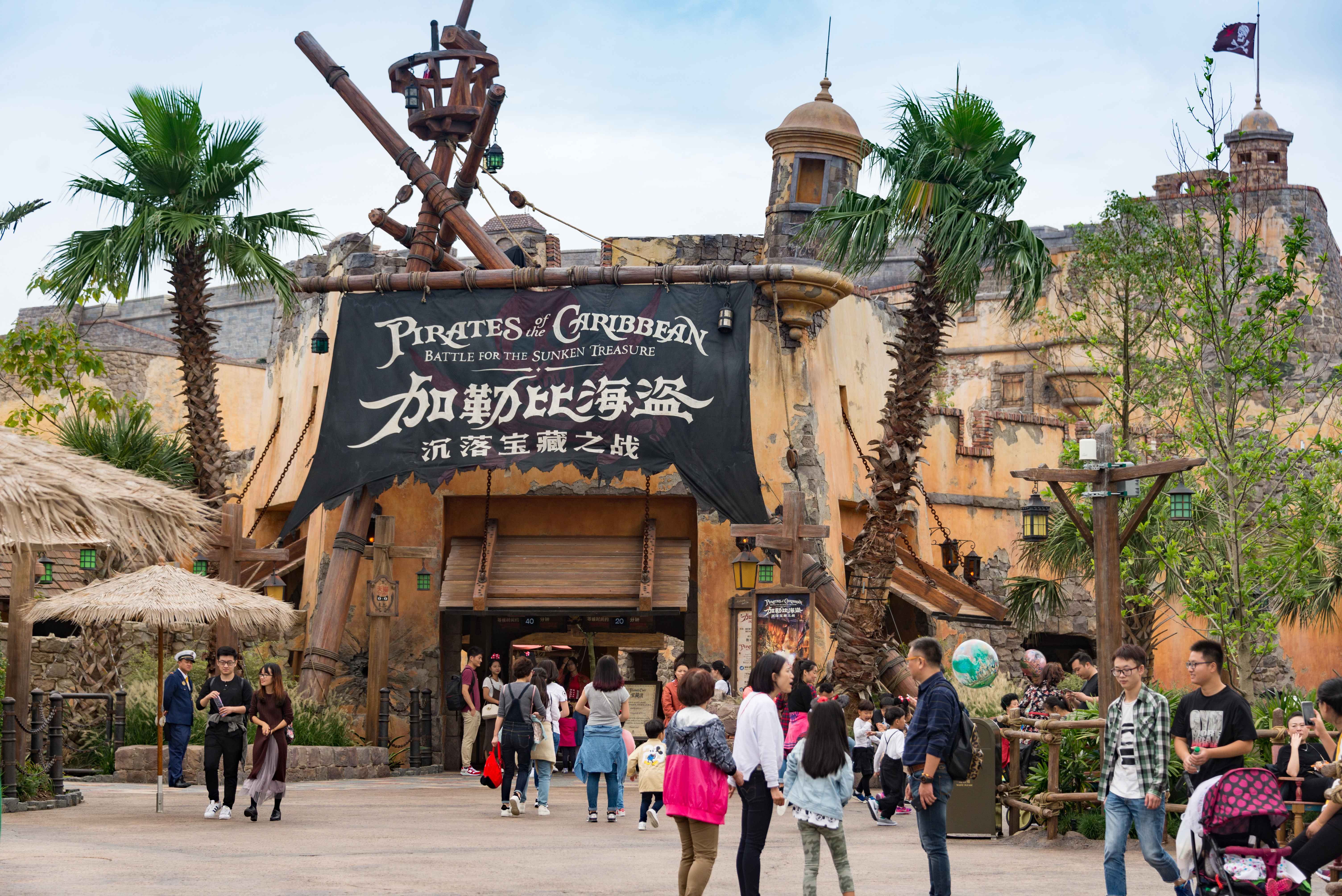
Treasure Cove
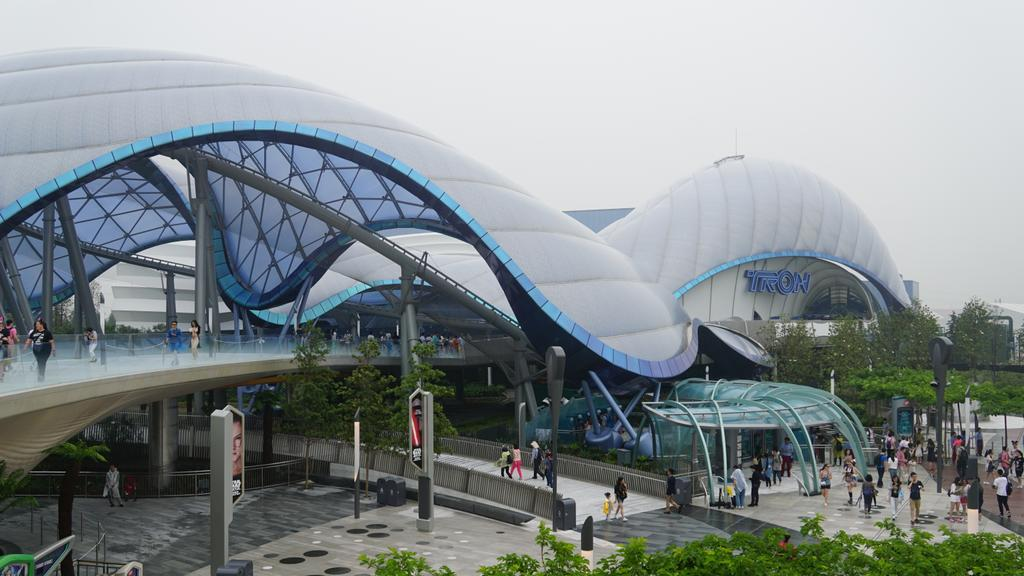
TRON Lightcycle Power Run (Tomorrowland)